# Dommartin-la-Chaussée

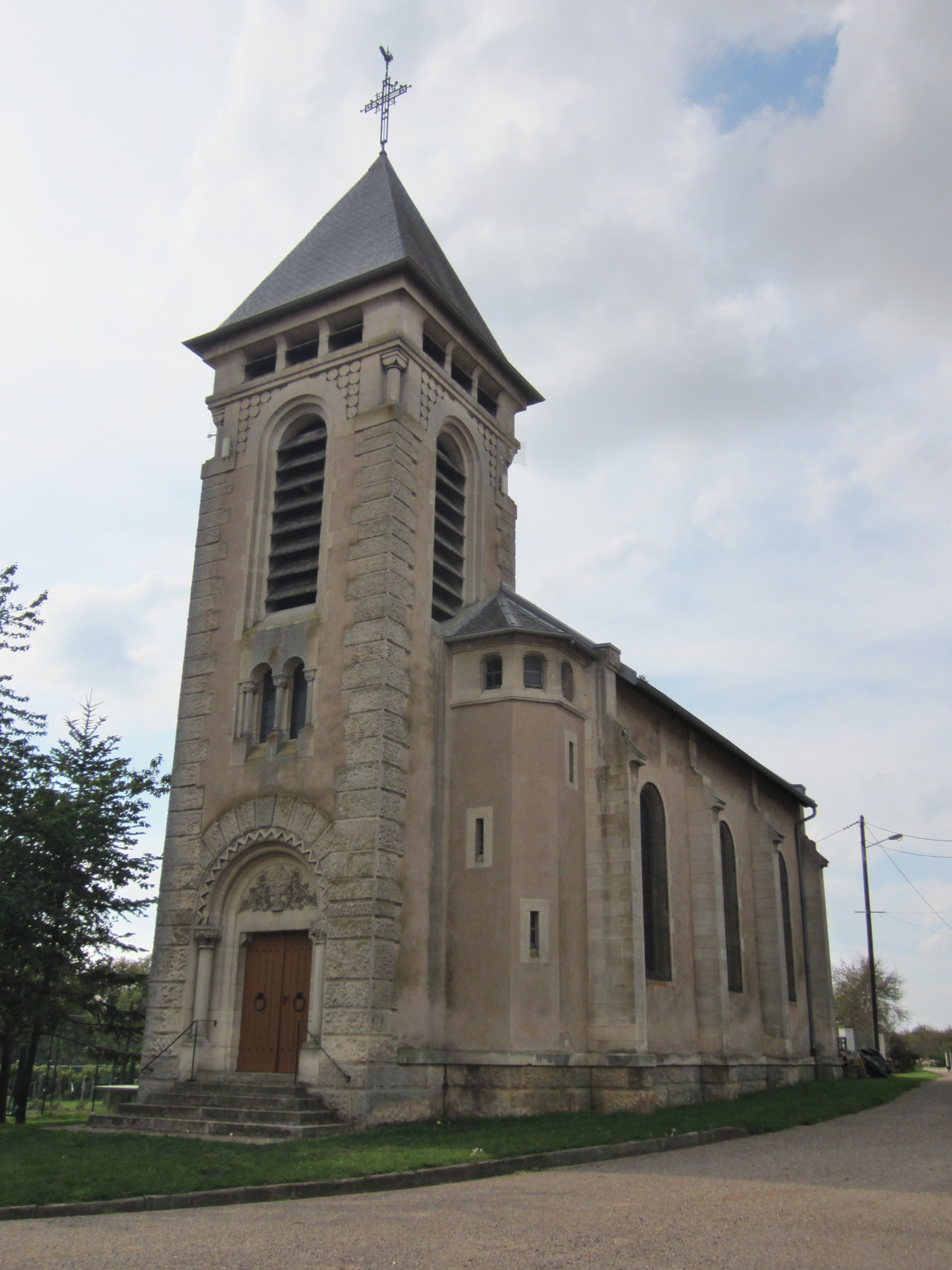
Kościół św. Marcina (2011)

Dommartin-la-Chaussée – miejscowość i gmina we Francji, w regionie Grand Est, w departamencie Meurthe i Mozela.
Według danych na rok 1990 gminę zamieszkiwało 17 osób, a gęstość zaludnienia wynosiła 6 osób/km² (wśród 2335 gmin Lotaryngii Dommartin-la-Chaussée plasuje się na 1026. miejscu pod względem liczby ludności, natomiast pod względem powierzchni na miejscu 1188.).

## Populacja

Populacja Dommartin-la-Chaussée w latach 1962–2008